# Philoponella prominens
Philoponella prominens là một loài nhện trong họ Uloboridae.
Loài này thuộc chi Philoponella. Philoponella prominens được Friedrich Wilhelm Bösenberg & Embrik Strand miêu tả năm 1906.
Thông thường, nhện cái ăn thịt nhện đực ngay sau khi giao phối. Nhện đực thuộc loài nhện này có bộ chi mạnh mẽ, giúp cơ thể bật đi với tốc độ lên tới hơn 80 cm/s để trốn khỏi bạn tình ăn thịt..